# Prinz Pi
Pour les articles homonymes, voir Prinz et Pi (homonymie).

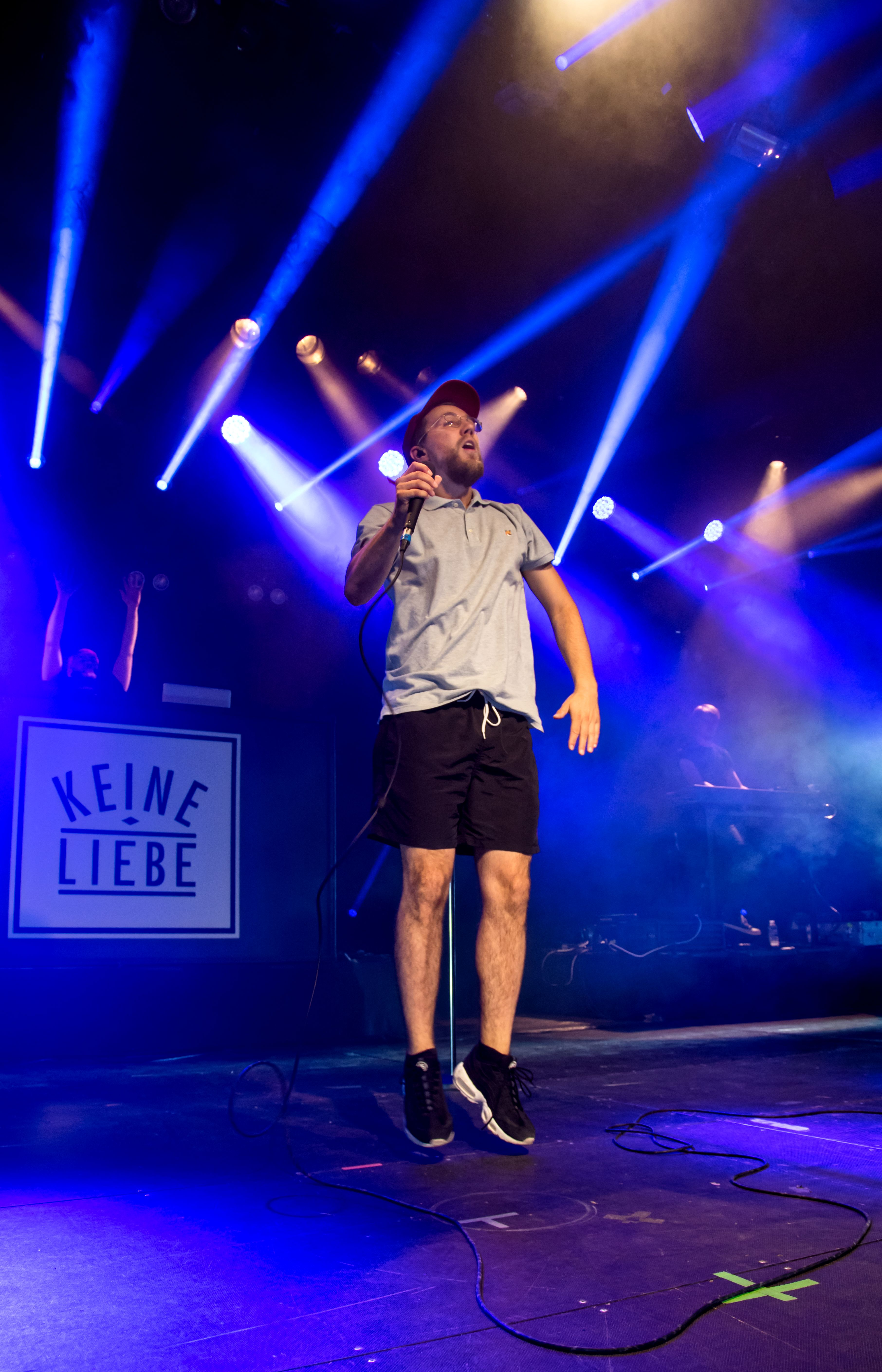
Zelt-Musik-Festival en 2016 à Fribourg-en-Brisgau, Allemagne.

Prinz Pi (Friedrich Kautz, de son vrai nom) est un rappeur allemand, né le 23 octobre 1979 à Berlin-Charlottenburg.

## Biographie

### Enfance et débuts
Friedrich vient d'un milieu aisé et suit une éducation classique où il apprend le grec et le latin. C'est le déclic pour des paroles critiques de la société comme les titres Ziggi Diggital mode ou Unter Kontrolle. Commençant sa carrière sur la scène hip-hop en 1998, il utilise de nombreux pseudonymes comme Doc Murdock, Doc Mabuse, Slick Spingo, et Prinz Porno One.
Il produit quelques chansons qu'il présente uniquement à son entourage. Il se fait remarquer pour Keine Liebe. En 2000, il sort An der Front, une mixtape, en solo. L'année suivante sort son premier album, WortShots. Il sort en même temps d'autres titres sous le pseudonyme de Soziale Kontakte. Il publie aussi en téléchargement libre Radium qui sera suivi l'année suivante d'un EP Radium Reaktion. Le projet Blackbooktape 2: Jung, Schön und Stylisch lui donne un peu plus de notoriété en 2004. Après la publication du premier album du collectif Kollabo, 1. Liga, il décide d'une carrière solo.
Il publie tout de suite quelques albums comme la mixtape Guess Who's Back on the Streets, et Teenage Mutant Horror Show son premier album qui est écrit en deux semaines à la suite d'un pari avec le rappeur Separate (de). Il comprend des collaborations avec Casper, Separate, Fadee & Abroo. Il se met sous contrat de 2002 à 2004 avec le label indépendant berlinois Royal Bunker (de). Il fait partie des formations Promolle, Panz Dominanz et Beatfabrik (de).
Il prend définitivement le nom de Prinz Pi pour pouvoir paraître dans les magazines au lieu de Prinz Porno. En novembre 2005, il sort une compilation. En 2006, il fonde avec de vieux amis le label No Peanuts sur lequel il publie son album !DonnerwetteR! produit par Biztram (de). Ce succès commercial est son premier véritable album. Il décrit une grande histoire à l'exemple du Seigneur des anneaux ou de la Chanson des Nibelungen.

### No Peanuts (2007–2014)

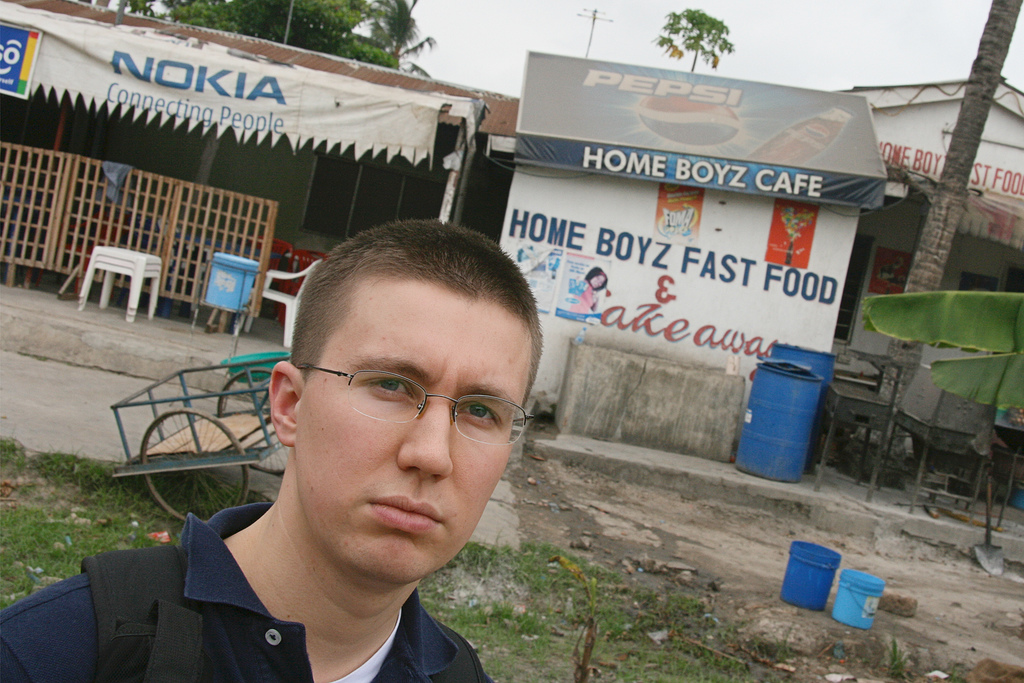
Prinz Pi en Tanzanie.

En 2007, le DVD Das PrinzIP Prinz PI contient un film sur sa tournée, des clips dont un avec Frank Zander, et un CD de 17 titres. La même année, il est récompensé en tant que Newcomer-Preis à la Volkswagen Sound Foundation. En plus de sa carrière musicale, il finit ses études en 2008 des études de graphisme à Berlin commencées en 2002. En février 2008, il fait avec d'autres musiciens un voyage en Tanzanie pour sensibiliser à l'épidémie de sida en Allemagne. À son retour, il subit une opération sur ses cordes vocales. Le 24 octobre 2008, sort son nouvel album, Neopunk. Sous la production de Biztram, il travaille encore avec Frank Zander pour une chanson, Wo gehst du hin meine Schöne, qui traite de la fin du monde et de l'extinction de l'homme. En juin 2009, il se sépare du label No Peanuts, en contrat avec Universal, puis crée le sien, Keine Liebe Records, qui publie son EP, Illuminati, en 2010. Il annonce par ailleurs être le père d'une fille. 
Le 29 janvier 2011, son album Rebell ohne Grund atteint la neuvième place des ventes. Il comprend des duos avec E-Rich, Chefkoch, Frauenarzt, Timi Hendrix, Mudi et Raf Camora. Il publie à la fin de l'année un album acoustique, Hallo Musik. Il fait une tournée en Allemagne en novembre 2012. Le 28 décembre 2012, il publie Unser Platz qu'il présente comme le premier single de son prochain album. Le second, 100x, est un duo avec Casper, il sort le 1er mars 2013. Son second album solo, Kompass ohne Norden, est publié le 12 avril 2013, et devient numéro 1 des ventes à sa sortie. 

### pp=mc²(depuis 2015)

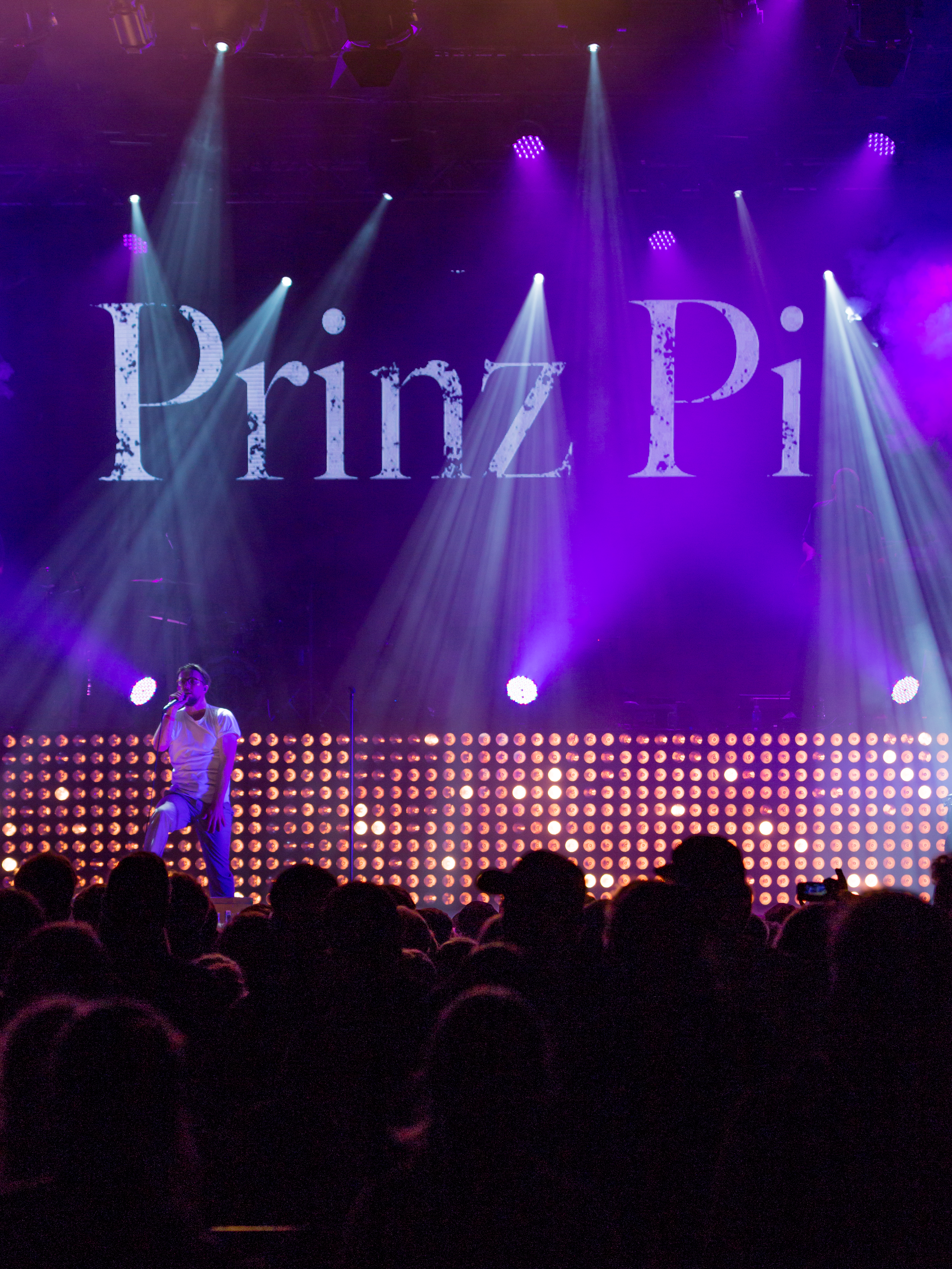
Prinz Pi au Folklore-Festival de 2015.

En 2015, il reprend le nom de Prinz Porno pour paraître pp=mc² qui devient numéro des ventes, tout comme Im Westen nix Neues l'année suivante. Prinz Pi publie son quatorzième album solo, Im Westen nix Neues, le 5 février 2016.

## Style musical
Ses écrits traitent surtout de critiques sociales, des théories du complot et des tendances sociales. Un autre sujet est la vie « bling-gling » de la Jet set. Il se proclame « meilleur rappeur allemand ». Dans ses textes souvent ironiques, il utilise souvent des rimes doubles et triples. Depuis la sortie de la chanson Monarchie, Prinz Pi se définit du « dandy-rap » qui s'impose peu à peu sur la scène du rap politique.

## Discographie

### Albums
- 1998 : Porno Privat
- 2001 : Radiumreaktion
- 2003 : BlackbookCD #2 – Jung, schön & stylisch
- 2005 : Teenage Mutant Horror Show
- 2005 : Zeit ist Geld
- 2005 : Geschriebene Geschichte 1998–2005 (Best of)
- 2006 : ...lässt die Puppen tanzen (Live)
- 2006 : !DonnerwetteR!
- 2007 : Das Prinz IP Prinz Pi Volume 1
- 2007 : Zeitlos (Remix)
- 2008 : Neopunk
- 2009 : Teenage Mutant Horror Show 2
- 2011 : Rebell ohne Grund
- 2011 : Hallo Musik (acoustique)
- 2013 : Kompass ohne Norden
- 2015 : pp=mc²
- 2016 : Im Westen nix Neues

### Singles
- 2008 : Gib dem Affen Zucker
- 2011 : Du bist
- 2012 : Unser Platz
- 2013 : 100X (featuring Casper)
- 2013 : Glück
- 2013 : Kompass ohne Norden
- 2016 : 1,40 m